# چهارگاه (سنقر)
چهارگاه (سنقر)، روستایی از توابع بخش مرکزی شهرستان سنقر در استان کرمانشاه ایران است.

## جمعیت
این روستا در دهستان گاورود قرار دارد و براساس سرشماری مرکز آمار ایران در سال ۱۳۸۵، جمعیت آن ۱۹۶ نفر (۴۸خانوار) بوده‌است.